# メンヒェングラートバッハ市電
この項目では、かつて西ドイツ（現：ドイツ）のメンヒェングラートバッハ（旧：ミュンヘン＝グラートバッハ←グラートバッハ）に存在した路面電車（ドイツ語: Straßenbahn Mönchengladbach）について解説する。19世紀に開通した馬車鉄道をルーツに持ち、1975年まで独立した都市であったライト地区の路線（ドイツ語: Straßenbahn Rheydt）を含め大規模な路線網が存在したが、1969年までに全線が廃止された。

## 歴史

### 第二次世界大戦まで
メンヒェングラートバッハおよびライトにおける最初の軌道交通となったのは、都市名が「グラートバッハ（Gladbach）」であった1881年8月10日から11月12日まで順次開通した、軌間1,435 mm、全長5.2 kmの馬車鉄道であった。この路線は開通当初ベルリンの投資家による運営が行われていたが、翌1882年にドイツ各地で軌道交通の運営を実施していたドイツ郊外・街道鉄道会社（Deutsche Lokal- und Straßenbahngesellschaft）に管理が委託され、1894年に正式な運営権の譲受が実施された。
同社は1898年までにこの馬車鉄道を路面電車として電化する事を検討していたが、当時馬車鉄道が経由していたグラートバッハとライトの両都市はこの路線の公営化による運営を計画しており、1897年にアルゲマイネ郊外・街道鉄道会社から運営権を獲得した後、1899年以降ジーメンス・ウント・ハルスケや地元企業による電化・軌道建設工事が行われた他、これに合わせて運営コストの削減や幹線鉄道との競合の回避などを目的に軌間を1,000 mmへの変更も進められた。更にこれに合わせてグラートバッハ改めミュンヘン＝グラートバッハ（München-Gladbach、M.Gladbach）とライト双方で大規模な路線網の拡張が実施され、1900年に馬車鉄道の段階的な廃止に合わせ、両都市の間に4系統もの路面電車の路線網が築かれた。そして翌1901年10月、両都市はこれらの路面電車路線をそれぞれの自治体が所有する公営企業によって運営する事を決定した。
その後、1902年から1907年にかけてライト市内の路面電車は近隣の地域へ路線網を拡大し、ミュンヘン＝グラートバッハでも同時期以降新規路線が相次いで開通した。更に、ミュンヘン＝グラートバッハ近隣のフィーアゼン（Viersen）、ドゥルケン（Dülken）、スーヒテルン（Süchteln）の各自治体は共同でミュンヘン＝グラートバッハ統一都市鉄道（Vereinigte Städte-Bahn M. Gladbach、VSB）、通称「四都市鉄道（Vierstädtebahn）」を立ち上げ、1906年から1907年にかけて順次路面電車路線を開通させ、ミュンヘン＝グラートバッハとの接続の利便性を図った。そして1913年にはこれら3つの路面電車事業者で共通の数字を用いた系統名が導入された。同年時点では10系統（1 - 9、11号線）が存在し、そのうち1・2・3・5・7号線をミュンヘン＝グラートバッハ市、2・4・6・8号線をライト市、9・11号線をVSBが運営していた。
第一次世界大戦後の1918年、当時の深刻な燃料不足に対応するためミュンヘン＝グラートバッハと近隣の炭鉱を結ぶ路線が開通し、クレーフェルトの路面電車（クレーフェルト市電）から譲渡された蒸気機関車を用いた石炭輸送が一時的に実施された。この路線は翌1919年に電化が実施されている。また、1923年からはドイツ国営鉄道の踏切を通過する認可を受けた事で、クレーフェルトへの直通運転が開始された。その後踏切通過が禁止された事でこの運転は一時中断されたものの、1926年に再開されている。一方、1929年9月にライトはミュンヘン＝グラートバッハに併合される事になり、運営組織についても統合され「グラートバッハ＝ライト市営路面電車会社（Städische Straßenbahn Gladbach-Rheydr）」となった。その後、1933年に再度両都市は分離したが、運営組織は特別目的協会（Zweckverband）に継承され、両都市間で独立した運営となったのは1936年となった。だが、統合中に導入された新型車両のほとんどがミュンヘン＝グラートバッハへ納入された事で、分離後のライトの路面電車では車両不足や老朽化が問題になった他、路面電車の運営費用についてもミュンヘン＝グラートバッハ側にライト側が多く支払う状態となっていた。その結果、両都市の間では1950年代まで度重なる訴訟が続く事態となった。
第二次世界大戦中、路面電車は幾度もの空襲による甚大な被害を受け、1944年から1945年まで全線が運休する事態に陥ったが、戦後は急速な復興が行われ、1949年までには両都市の路面電車は復旧した。

### 第二次世界大戦後のメンヒェングラートバッハ市電
大戦後、1950年にミュンヘン＝グラートバッハからメンヒェングラートバッハ（Mönchengladbach）に名称が改められた都市の路面電車では1951年から1956年までフィーアゼンまで向かう急行列車（S号線）の運転が行われた他、1950年代にはデュッセルドルフ車両製造（→デュワグ）製の路面電車車両の導入も実施された。だが、同時期には今後の都市交通機関として路面電車の意義を問う声が高まった事で合理化が進められる事になり、折り返し用のループ線の整備や路線の移設などが実施された一方、1954年3月7日に廃止されたクレーフェルトへの直通路線を含め多数の区間が運行を終了した。また、フィーアゼンでの路線バスの発展により同地区へ向かう路面電車の利用客が減少した事や運営コストの増大が問題になった事で、メンヒェングラートバッハ市はミュンヘン＝グラートバッハ統一都市鉄道（VSB）の全株を所得し市営事業に組み込んだうえで、1959年9月6日までにこの路線を廃止した。
そして、翌1960年に提出された報告書で、モータリーゼーションの進展による渋滞で定時運転が困難になった事、後述のライト方面への直通系統が将来的に廃止される方針であった事、更にはバスと比較しての運営・維持費用の高さなどから、路面電車全体の廃止が提案された。それ以降、メンヒェングラートバッハの路面電車は順次廃止されていき、最後まで残された7号線も1969年3月15日に実施されたさよなら運転をもって廃止された。

### 第二次世界大戦後のライト市電
ライト市内の路面電車路線は1946年までに復旧したものの、車両不足や施設の老朽化が深刻な状態であった。これを受けライト市では路面電車路線をトロリーバスに置き換える計画が立ち上げられ、1952年以降順次トロリーバスの導入による路面電車の廃止が実施され、1957年にライト市は路面電車の運営から撤退する事を決定した。この時点での全線廃止についてはメンヒェングラートバッハ側から異議が唱えられたため、同都市からの直通系統はその後も残されたものの1959年1月31日にライト側が運営する路線の旅客営業が廃止され、路線バスに置き換えられた。以降、ライト中央駅（Rheydt Hbf）まで向かうメンヒェングラートバッハからの直通系統（1・2号線）が1968年10月5日の廃止まで運行される事となった。
路面電車を置き換えたトロリーバスについてはその後も営業運転を続けたが1973年までに全線廃止されており、以降のライトでは路線バスが公共交通機関の中核を担っている。

## 貨物輸送
メンヒェングラートバッハ市、ライト市、ミュンヘン＝グラートバッハ統一都市鉄道（VSB）の3つの路面電車事業者は、1910年代以降旅客営業に加えて沿線の工場や倉庫に物資を運ぶ貨物輸送を行っていた。その中でもライトでは一部区間でドイツ国営鉄道の標準軌（軌間1,435 mm）の貨車を専用貨車に搭載し電車が牽引する運用が行われ、1959年に旅客営業が廃止されて以降も1964年に当時の西ドイツ国鉄からの専用線が整備されるまで貨物列車が継続して運行されていた。一方、メンヒェングラートバッハやVSBでも同様の貨物輸送が実施されていたが、トラックとの競合もあり1955年までに終了している。

## 車両
1900年の電化開業以降、路面電車に導入されたのは2軸車で、一部は側面の一部が引き戸になっており夏季はそれらを開く事によって乗客が風を感じる事が出来る納涼車両、通称「変身車両（Verwandlungswagen）」として使用された。当初導入されたのは運転台に窓が無く「変身車両」を除いて乗降扉もないオープンデッキの車両であったが、1906年以降は乗降扉や窓を備えた車両の導入が続いた。これらの動きは第一次世界大戦で一時中断したものの戦後の1920年代以降再開し、より大型化・近代化した車両によって電化当時の車両を置き換えたほか、「変身車両」を含めた一部の車両は大規模な車体更新が実施された。その後、1929年のミュンヘン＝グラートバッハとライトの併合による路面電車運営組織の統合を経て、1936年の分離時にこれらの最新鋭の車両のほとんどはミュンヘン＝グラートバッハ側が所有する事になり、車両不足に陥ったライトでは他都市からの車両譲渡が実施される事態となった。
その後、第二次世界大戦の影響で中断した車両増備は戦後初期から再開された。ミュンヘン＝グラートバッハ改めメンヒェングラートバッハでは戦時型標準車両のクリークスシュトラーセンバーンワーゲン（KSW）や、オランダの都市・ユトレヒトで廃止となった路面電車路線からの譲渡による2軸車の増備が続けられた他、旧型車両の車体更新も実施された。そして1950年代後半には、近代化や合理化を目的にデュッセルドルフ車両製造（→デュワグ）が開発・生産した路面電車車両（デュワグカー）の導入が始まり、1957年にはボギー車が、1958年から1959年にかけては2車体連接車が営業運転に就いた。これらは他都市で多く見られた片運転台車両ではなく、折り返し用のループ線が無くても走行が可能な両運転台車両であった。
一方、ライトではミュンヘン＝グラートバッハへの訴訟を経た車両譲渡を行った他、1949年には新造された3軸電動車やボギー付随車が導入され、1959年の旅客営業の廃止および1964年の貨物営業の終了まで使用された。
路線網の縮小に合わせてこれらの車両の多くが他都市の路面電車に譲渡されたが、その中で1957年に製造されたデュッセルドルフ車両製造製の両運転台式ボギー車（Tw）の26は1968年にアーヘン市電（アーヘン）へ譲渡され、同市電が廃止となった後はマインツ市電（マインツ）への再譲渡が行われ1988年まで使用された。その後は長期にわたりアーヘンで静態保存されたが、老朽化が進んだために2014年以降大規模な修繕が施工され、2023年以降はメンヒェングラートバッハでの保存が実施されている。

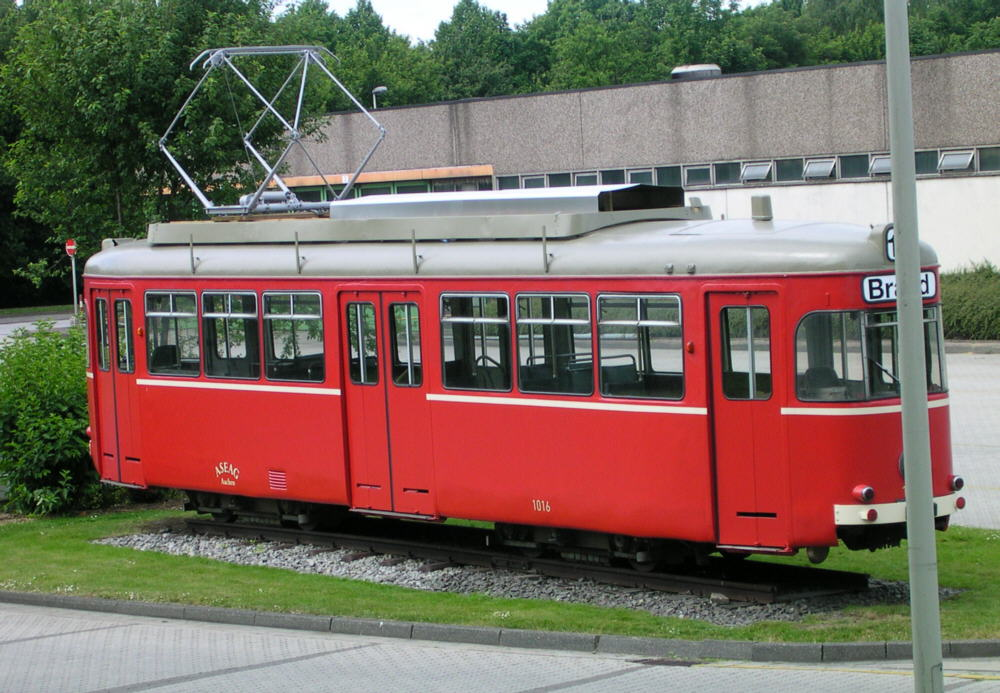
アーヘンで保存されていた頃の26（2005年撮影）